# Semele androgyna
Semele es un género monotípico de plantas con flores perteneciente a la familia de las asparagáceas, antes incluida en Ruscaceae. Su única especie: Semele androgyna, es nativa de Macaronesia.

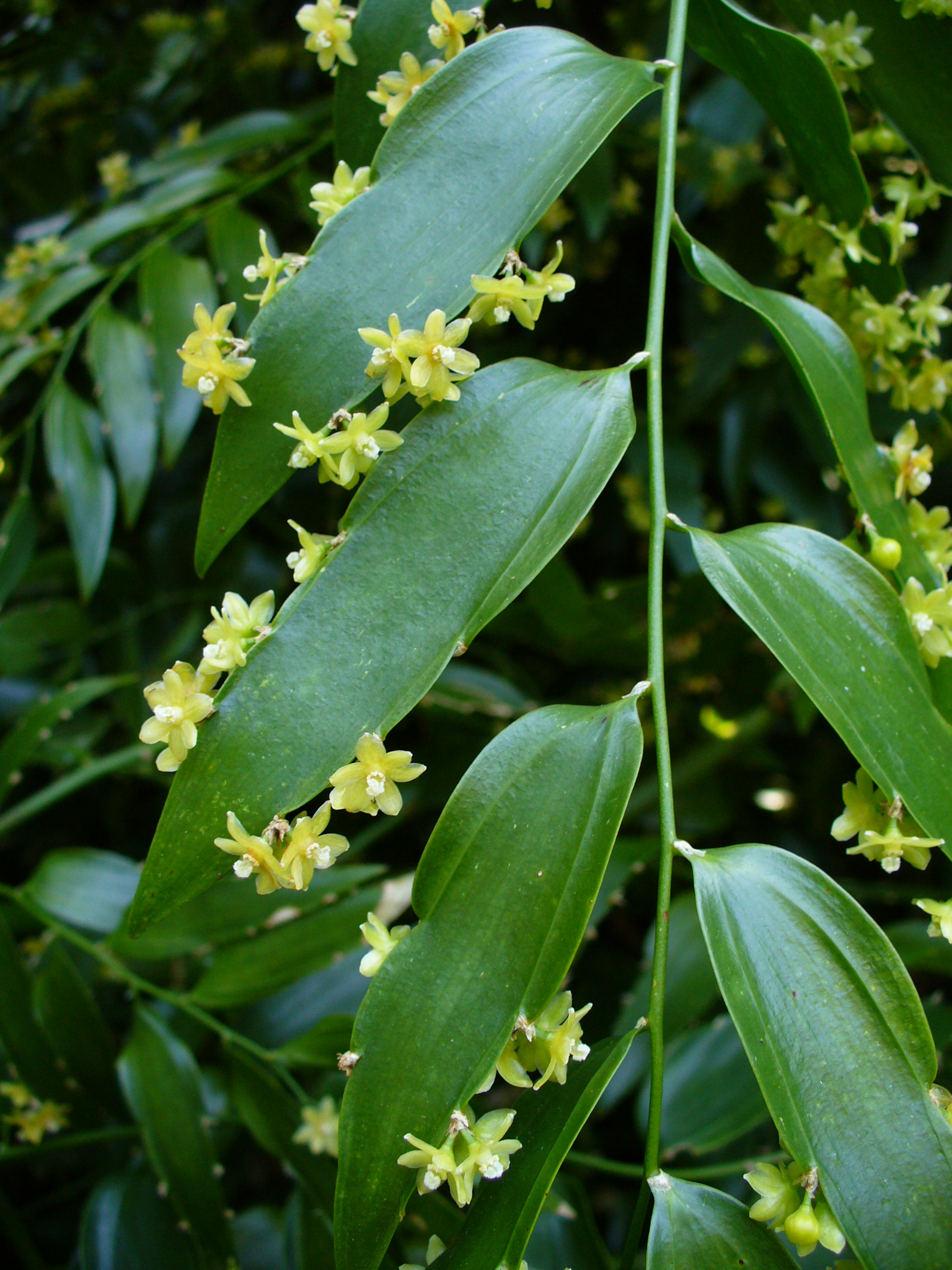
Detalle de la inflorescencia

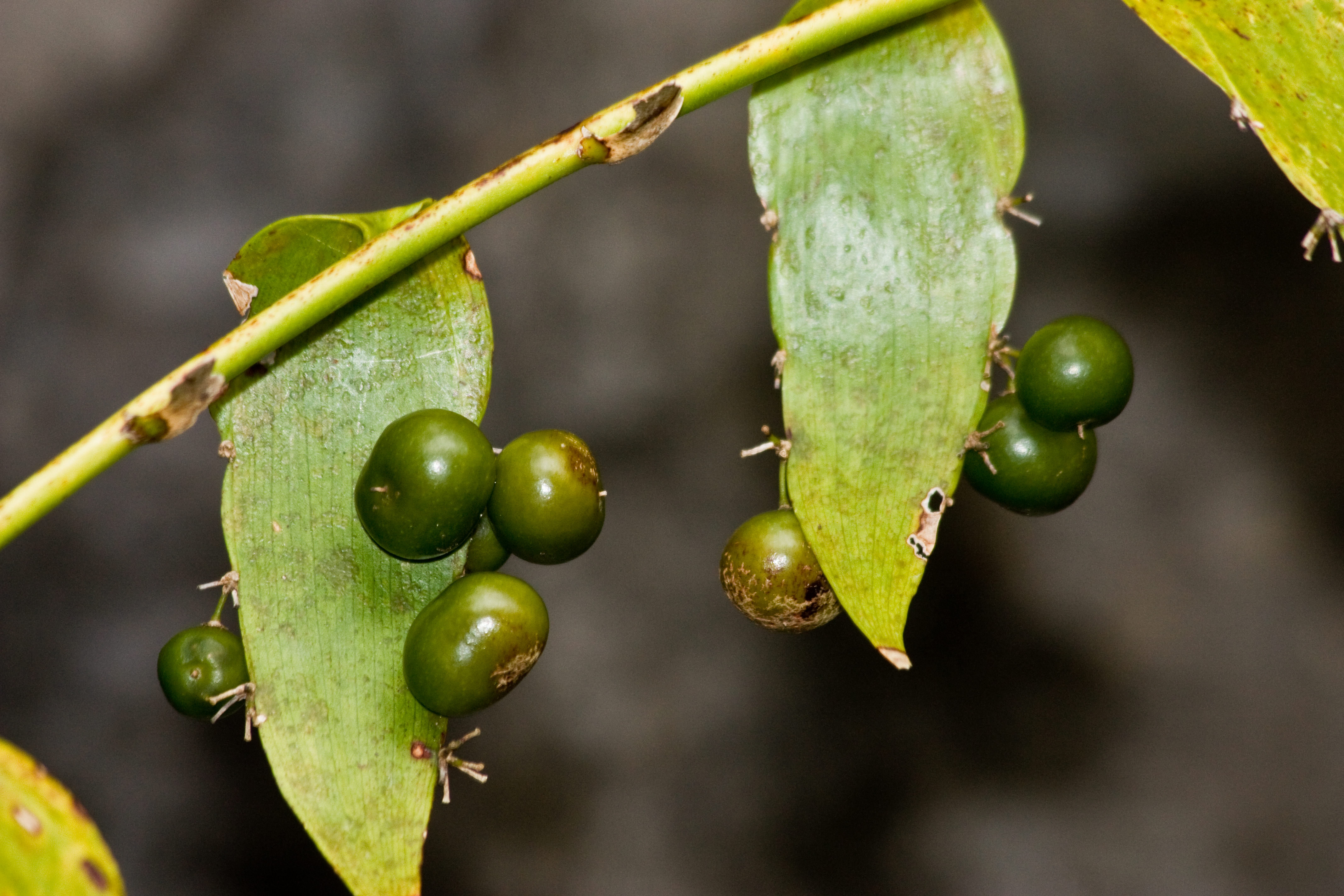
Frutos

## Descripción
Semele androgyna  es un endemismo macaronésico, presente en Canarias y en el archipiélago de Madeira. Se trata de una planta trepadora, con cladodios glabros, lanceolados a ovados, de hasta 10-12 cm de largo y 4-5 cm de ancho, en cuyos bordes se disponen normalmente las pequeñas flores de color crema. Los frutos son bayas rojizas.

## Taxonomía
Fue descrita por (Linneo) Kunth y publicado en Enumeratio Plantarum Omnium Hucusque Cognitarum 5: 277, en el año 1850.
Etimología
Semele: nombre genérico que tiene su origen en la mitología griega. Semele era la hija de Cadmo, fundador de Tebas y madre de Bacchus.
androgyna: procede de andros, que significa "masculino" y gyne, que significa "femenino", aludiendo a las flores hermafroditas.
Variedades aceptadas
- Semele androgyna var. androgyna
- Semele androgyna var. gayae (Webb & Berthel.) Burchard

Sinonimia
- Danae androgyna (L.) Webb & Berthel.
- Ruscus androgynus L. basónimo
- Ruscus procerus Salisb.[6]
- var. androgyna
- Ruscus anthopus Raf.
- Ruscus latifolius Raf.
- Semele maderensis G.Costa
- Semele menezesii J.G.Costa
- Semele pterygophora G.Costa
- Semele tristonis G.Costa
- var. gayae (Webb & Berthel.) Burchard
- Danae gayae Webb & Berthel.
- Ruscus gayae (Webb & Berthel.) Webb & Berth.
- Semele gayae (Webb & Berthel.) Svent. & Kunkel

## Nombre común
Se conoce como "brusco" o "gibalbera".